# Germán Suárez Flamerich
Germán Suárez Flamerich (n. 10 aprilie 1907, Caracas, Venezuela - d. 24 iunie 1990, Caracas, Venezuela) a fost un om politic, președintele Venezuelei în perioada 27 noiembrie 1950-2 decembrie 1952 și ministru de externe în perioada 1949-1950.